# Спадок Хеорота
«Спадок Хеорота» (англ. The Legacy of Heorot) — науково-фантастичний роман американського письменника Ларрі Нівена, Джеррі Пурнелла та Стівена Барнса, вперше надрукований 1987 року. Експерт із репродукції та фертильності доктор Джек Коен виступив консультантом над книгою, розробляючи новий життєвий цикл інопланетних антагоністів, ґренделів.
Це перша книга із серії Хеорота. Йдеться про заснування першої людської колонії на Авалоні, четвертій планеті Тау Киту.

## Сюжет
Дві сотні колоністів прибули на Авалон, здійснивши 100-річну подорож із Землі у стані анабіозу на кораблі Geographic. Колоністи, відібрані за їхню виняткову фізичну та розумову кмітливість, роблять жахливе відкриття: анабіоз пошкодив їхній інтелект та навички мислення. Одні зазнають незначних страждань, а інші мають серйозні інтелектуальні порушення; вісімку взагалі не можна реанімувати.
Колоністи будують поселення на ізольованому острові та починають вирощувати зернові культури та заселяти прилеглі води наземними видами, щоб доповнити самлон, місцевий водний вид. На розчарування офіцера безпеки експедиції (і колишнього солдата) Кадмана Вейланда, колоністи стають занадто впевненими у своїй безпеці. Коли починаються тривожні події — зникнення тварин, зруйновані огорожі — ослаблений розум колоністів заважає їм правильно проаналізувати ситуацію. Вейланда підозрюють у диверсії з метою розбудови оборони. Його присипляють та ізолюють, коли монстр нападає на поселення, вбиваючи десятьох колоністів.
Обурюючись через поводження з ним, Вейланд відступає з колонії до ізольованої садиби на горі поблизу колонії. Мері Енн, колоністка з романтичним інтересом до Вейланда, переконує його дозволити залишитися з ним і зачинає від нього дитину. Зрештою, Вейланд погоджується допомогти колонії в її обороні.
Колоністи збентежені екологією острова, оскільки, здається, немає достатнього джерела їжі для істот, щоб населяти його. Розтин показує, що ґренделі (як тепер ці істоти називаються на основі Беовульфа) мають вигляд і поведінку крокодилів, мають потужні щелепи та кігті, а нюх кращий, ніж у собаки. Дослідження мозку показує, що він принаймні такий же розумний, як горила. Він має дихальну трубку, що дозволяє йому ховатися під декількома футами води. Його серцево-судинна система та мускулатура надають йому сили та витривалості, які значно перевершують людські. ґрендель може виділяти у свою кров надкиснену добавку крові, яка робить з ним те ж саме, що закис азоту робить з двигунами внутрішнього згоряння — дозволяє розвивати короткі сплески швидкості понад 100 миль на годину. Ця риса робить ґренделі нищівними, але також є ключем до їх знищення. Використання нагнітача призводить до того, що ґренделі нагріваються настільки швидко, що вони гинуть, якщо негайно не повернуться у воду, щоб охолонути. Завдяки цим знанням, їхнім технологіям і тактиці колоністи здатні знищити популяцію ґренделів острова протягом кількох місяців, зробивши Вейланда героєм для людей, які раніше виступили проти нього.
Кілька місяців потому вчені колонії приходять до тривожного висновку: ґрендель і водяний самлон — це один і той самий вид. Їхній життєвий цикл подібний до життєвого циклу наземних жаб — травоїдні самлони насправді є молодою формою хижих ґренделів. Молоді самлони є самцями, а стають самками, коли досягають зрілості. Взаємодія непотрібна, оскільки ґрендель постійно відкладає незапліднені яйця у воду для запліднення самлона. Як і деякі види жаб, ґренделі канібали — якщо немає іншої здобичі, вони з’їдять власних дитинчат. На острові-колонії всі інші джерела здобичі були раніше вичерпані, і ґренделі звернулися до канібалізму як до правила, а не до винятку. Колоністи винищили дорослих ґренделів. Але оскільки тепер популяція самлона взагалі не перевіряється, усі вони стають ґренделями, а це означає, що замість кількох десятків ґренделів їх тепер тисячі.
Вейланд знову затверджує контроль. Вагітних жінок, дітей та спеціалістів першої необхідності з колонії евакуйовують на Geographic. ґренделі не можуть полювати далеко від води, тому більшість решти населення евакуювали до гірського табору Вейланда. Вступають у бій. Спочатку техніка і тактика колоністів служать їм на користь. Вейланд спостерігає за поведінкою ґренделів і виявляє, що зграї ґренделів можуть викликати несамовите пожирання, схоже на акуляче, шляхом обприскування їх кров’ю, взятою з мертвих ґренделів, особливо якщо вона доповнена хімікатом «нагнітачем». Трасируючі кулі використовуються для запалювання сальника нагнітача в їхніх тілах.
Але в міру того, як кількість ґренделів падає, їх індивідуальна сила зростає, оскільки кожен мертвий ґрендель є їжею для решти. Згодом залишаються лише найсильніші та найшвидші повністю вирощені ґренделі, і колоністи планують відступити до гірського притулку Вейланда. Коли орда наближається, колоністи розбризкують їх новими нагнітачами, знову приводячи їх у божевілля. Коли вони починають підійматися на скелю, Вейленд запускає смертельну пастку, вбиваючи ще більше хижаків. ґренделі, хоч і не такі розумні, як люди, але достатньо розумні, щоб вчитися, маючи час і великий досвід. Поведінка ґренделів змінюється, коли вони розуміють, що вцілілі колоністи не варті того, щоб решту ґренделів вбили. Колонія врятована.
Рік по тому кількість ґренделів поступово зменшується. Тепер, коли відомий життєвий цикл ґренделя, колоністи продовжують полювання, але цього разу мішенню також є й самлони. Нова тактика, розпилення нагнітача і записані виклики ґренделя роблять їх майже рутинною роботою. Сухопутні риби зникли, і їх популяція не відновлюється, що змушує ґренделів допомагати знищувати свій власний вид через канібалізм. Тепер можна починати відбудову. Боротьба з ґренделями залишила колонію з надлишком жінок, у зв'язку з чим формується нова соціальна організація, заснована на полігамному шлюбі. Досліджується Материк, на який колоністи покладають великі надії. Колоністи сподіваються, що історія їхньої битви надихне населення Землі відновити програму колонізації.

## Головні герої
Кадманн Кад Вейланд

Полковник у відставці «Миротворчих сил» ООН. 42-річний закоханий у Сільвію, з якою мав стосунки.
Сильвія Фолкнер

Біолог, одружена з вченим Террі й вірна йому, допоки чоловік не став інвалідом.
Террі Фолкнер

Чоловік Сильвії, ревнував до минулого дружини та її стосунків з Кадманном, усіляко намагатиметься дискредитувати її роботу. Під час атаки ґренделя він втратить можливість користуватися своїми ногами.
Ернст Коєн

Досвідчений біолог, прокинувся від сплячки з серйозним інтелектуальним дефіцитом. Став першою жертвою ґренделя.
Мері Енн Ейзенгауер

Біолог з легкими інтелектуальними вадами через побічні ефекти сплячки. Закохана в Кадманна, вона йде до нього жити.
Зак Московіц

Шановний адміністратор колонії.
Карлос Мартінес
Друг Кадмана. Після того, як його наречена Боббі Канагава помирає через атаку ґренделів, працює з Кедом, щоб винищити монстрів. Закручує роман із Сільвією.

## Відгуки
На сторінках Kirkus Reviews назвали роман «приблизно наполовину захопливим, а потім все більш кривавим і нудним», з «абсурдно претензійними цитатами й алюзіями» у поєднанні з «занадто багато[ю кількістю] м’язів, недостатньо[ю кількістю] розуму». Проте «Лос-Анджелес Таймс» написала, що роман «здійснює цю самовпевнену вправу [переробку легенди про Беовульфа в науковій фантастиці] не тільки без розчарування, але й зі значним успіхом».
Дейвід Ленгфорд зробив рецензію на «Спадок Хеорота» для «White Dwarf» №91 і заявив, що «незважаючи на хвилювання, викликане тим, що десятки тисяч надпотужних, жадібних до плоті тритонів нескінченно атакують фортецю виживання містера Мачо, мене мучила набридлива думка, що олман читався б краще, якщо це скоротити на одну третину довжини. Так і буде».
Дж. Майкл Капарула рецензував «Спадок Хеорота» на сторінках Space Gamer/Fantasy Gamer № 85. Капарула прокоментував, що «це боротьба не на життя, а на смерть для обох видів, і саме ця подвійна напруга виділяє книгу. Рекомендовано».